# Устюменко, Александр Иванович
Александр Иванович Устюменко (29 октября 1913, Горбица — 6 апреля 1992, Москва) — советский учёный, доктор физико-математических наук (1980), лауреат Ленинской премии (1959). Специалист военной разведки, генерал-майор (1962).

## Биография
Родился в с. Горбица, ныне Сретенский район Забайкальского края.
С ноября 1934 года на службе в РККА. Окончил учебную команду 10-го отдела штаба ОКДВА (1934—1935), военный факультет Московского института инженеров связи (1937—1941), разведывательные курсы усовершенствования командного состава (1941).
В 1935—1937 годах служил в штабе маршала Блюхера.
Во время войны — помощник начальника отдела Управления войсковой разведки Генштаба (капитан, майор). Неоднократно выезжал на фронт для выполнения ответственных спецзаданий. В 1943 году Устюменко, знакомый с криптографией, разработал шифровальный код для ОСНАЗ (частей радиоразведки).
В 1946—1954 годах — старший офицер отдела ГРУ ГШ ВС, начальник направления отдела 2-го Главного Управления Генштаба, начальник направления вооружения.
С марта 1954 по июнь 1974 года — руководитель Служба Специального Контроля (специального наблюдения за ядерными взрывами) при ГРУ Генштаба, с 1957 года — при Министерстве обороны. Участник Женевских переговоров об ограничении испытаний ядерного оружия (1958—1961).
Генерал-майор (1962).
С 1974 года в отставке.
Доктор физико-математических наук (1980).
Награждён орденами Красного Знамени (1968), Отечественной войны 1 степени (1943, 1985) и 2 степени (1945), Трудового Красного Знамени (1962), Красной Звезды (1956) и медалями. Лауреат Ленинской премии 1959 года за работу «Физические основы дальнего обнаружения ядерных взрывов».
Умер 6 апреля 1992 года в Москве, похоронен на Троекуровском кладбище.

## Память
- 13 мая 2018 года в военном городке Степыгино в Подмосковье открыта мемориальная доска и улица в честь генерал-майора Александра Устюменко[1].
- 14 мая 2018 года в Службе специального контроля Минобороны России в честь её основателя генерал-майора Александра Устюменко открыта мемориальная доска[2].